# روبرت جاي كيلي
روبرت جاي كيلي (بالإنجليزية: Robert J. Kelly)‏ هو ضابط أمريكي، ولد في 4 مارس 1938.